# Bunnahabhain destilleri
Bunnahabhain distillery (skotsk gælisk: Taigh-staile Bun na h-Abhainne) er et skotsk whiskyestilleri, der blev grundlagt i 1881 nær Port Askaig på Islay i Skotland.
Oprindeligt var det ejet af Islay Distillery Company, men blev overtaget af Highland Distilleries Company i 1887.
Landsbyen Bunnahabhain blev grundlagt som beboelse for destilleriets ansatte.
Destilleriet producerer mildere Islay whisky end de fleste andre destillerier på øen.

## Ledere
- James Falconer fra 1902 [2] (formerly manager of the Scapa distillery)
- Bob Gordon - slut 1970'erne
- Douglas Eccles - I 1985
- Sandy Lawtie - 1985 - 1989
- Hamish Proctor - 1989 - 1998
- John MacLellan - 1998 - 2009
- Andrew Brown - 2011–nu

## Produkter
Destilleriets primære produkter i 2022 inkluderede:
- Bunnahabhain 12 Year Old ABV 46.3%
- Bunnahabhain 18 Year Old ABV 46.3%
- Bunnahabhain 25 Year Old ABV 46.3%
- Bunnahabhain 30 Year Old ABV 46.3%
- Bunnahabhain 40 Year Old ABV 41.9%
- Stiuireadair ABV 46.3%
- Toiteach A Dhà ABV 46.3%